# سیزده گفتگو در مورد یک چیز
سیزده گفتگو در مورد یک چیز (انگلیسی: Thirteen Conversations About One Thing) فیلمی در ژانر درام به کارگردانی جیل اسپریچر است که در سال ۲۰۰۲ منتشر شد.

## بازیگران
- متیو مک‌کانهی - تروی
- آلن آرکین - جین
- جان تورتورو - واکر
- امی ایروینگ - پاتریشا
- باربارا سکووا - هلن
- دیوید کانولی - اوون
- الیزابت ریسر - زن جوان داخل کلاس
- فرانکی فیزن - ریچارد لیسی
- راب مک‌الهنی - کریس هاموند
- کلیا دووال
- تیا تکسادا